# Cleptes semicyaneus
Espèce
Synonymes
- Cleptes elegans Mocsáry, 1901

Cleptes semicyaneus est une espèce d'insectes hyménoptères de la famille des Chrysididae.
Elle est trouvée en Europe.